# Paul Symphor-Monplaise
Paul Symphor-Monplaise, né le 7 août 1893 au Robert (Martinique) et mort le 27 mars 1968 à Paris, est un homme politique français.

## Biographie
Paul Symphor-Monplaise est né le 5 août 1893 dans la commune française du Robert.
Attiré par l'enseignement, il étudie à l'école normale de la Martinique, et obtient le certificat d'aptitude pédagogique puis le brevet supérieur. Paul Symphor entre au Parti Socialiste en 1910, devient rapidement Secrétaire Fédéral de cette Fédération de la Martinique qui donna tant d'élus au Parti. Membre de l'enseignement, directeur d'école, il avait la véritable vocation qui fait les grands maîtres d'école et se donna de toute son âme à l'instruction et au développement culturel de ses jeunes concitoyens.
Menant de pair son action politique tournée vers l'émancipation de l'Homme, dans un pays où elle reste encore bien en retard, avec l'action syndicale, il contribue à fonder le syndicat des Instituteurs et la Fédération des fonctionnaires dont il fut le secrétaire jusqu'en 1937 date à laquelle il est porté par les habitants de sa ville à la tête de la Municipalité du Robert.
La débâcle et l'occupation pour lui une nouvelle raison de manifester son attachement à la République et à la démocratie. Aussi bien démissionne-t-il de son double mandat de maire et de Conseiller Général qu'il venait de conquérir, pour ne pas collaborer avec le Gouvernement de Vichy. La sanction ne se fait pas attendre. Il est révoqué de ses fonctions par l'Amiral Robert. Il entre au Comité clandestin de la Libération Martiniquaise et à ce titre fut à la tête du mouvement qui renversa à la Martinique le régime de Vichy.
Paul Symphor est élu en 1948 au Conseil de la République.
Il est nommé secrétaire du Conseil de la République les 13 janvier 1953, 12 janvier 1954, 11 janvier 1955,,.
Il est réélu au Sénat où il reste jusqu'à sa mort. Il esté à plusieurs reprises, appelé à assumer les fonctions de secrétaire du Sénat, poste qu'il occupe au moment de son décès.
De son union avec Renée Léontine Poullet (née le 1er mars 1895 à Sainte-Luce, décédée à Paris le 15 janvier 1980), naîtront 7 enfants. Simone épouse Devars  (décédée), Paule veuve Peyriguère  (née le 10 septembre 1924, décédée le 22 janvier 2016, Liliane épouse Perrin  (décédée), Renée épouse Lodéon  (décédée), Georges (décédé), Pierre (décédé) et Christiane épouse Karjala.
Ils habitent notamment à Fort-de-France, au numéro 15 de la rue Lazare Carnot.
Il est maire du Robert de 1937 à 1941 puis de 1943 à 1965, et président du Conseil Général de 1947 à 1948.
Il est sénateur de la Martinique de 1948 à 1968.
Paul Symphor est chevalier de la Légion d'honneur depuis août 1947.
Au Robert, le collège construit en 1963 porte son nom.
Il est décédé le 27 mars 1968 à Paris, et repose depuis au cimentière de Bagneux 28e division, allée des Frênes monophylles, dans le caveau familial.